# Caja de Edgeworth
En economía, una Caja de Edgeworth o Caja de Edgeworth-Bowley, llamada así en honor a los economistas Francis Ysidro Edgeworth y Arthur Lyon Bowley, es un instrumento gráfico utilizado para representar y analizar el intercambio de dos bienes entre dos individuos. Se utiliza con frecuencia en la teoría del equilibrio general y es un recurso para encontrar el equilibrio competitivo de un sistema económico simple. Se utiliza para mostrar la eficiencia en el intercambio. La caja de Edgeworth permite representar las cestas posibles de consumo y las preferencias de dos consumidores, proporcionando una descripción completa de las características económicamente relevantes de ambos. H

## Ejemplo
Supónganse dos individuos, Ana y Beatriz, con una cantidad fija de recursos, por ejemplo, frutas y agua. El eje de abscisas representa la oferta total de frutas, medida en kilos, y el de ordenadas la oferta total de agua, medida en litros. Por lo tanto, toda repartición posible de estos recursos entre las dos personas puede representarse como un punto en la caja.
Lo que obtiene Ana para consumir se mide desde la esquina inferior izquierda (O). Lo que obtiene Beatriz se mide desde la esquina superior derecha (O´). En la asignación de recursos representada por el punto E, Ana obtiene OX kilos de fruta y OY litros de agua. Beatriz obtendrá el resto, esto es, O´X´ kilos de fruta y O´Y´ litros de agua.
Pueden trazarse curvas de indiferencia para ambas personas, desde O las de Ana y desde O´ las de Beatriz, representando las combinaciones de fruta y agua del mismo valor según las preferencias de cada una. Así, partiendo de O y desplazándose hacia la derecha en sentido ascendente, Ana tendrá mejores asignaciones de estos recursos. De manera análoga, al desplazarse hacia la izquierda y en sentido descendente, las asignaciones de recursos según las preferencias de Beatriz mejorarán.
Una vez descritos los dos conjuntos de preferencias y de dotaciones pueden analizarse los tipos de intercambio posibles en este espacio. Cuando una curva de indiferencia de Ana se cruza con una de las de Beatriz en más de un punto (como ocurre con las curvas que se intersecan en W), tanto Ana como Beatriz encontrarán incentivos para negociar un intercambio mutuamente ventajoso. Esto ocurrirá hasta alcanzar un intercambio en el que una curva de indiferencia de Ana sea tangente a una de Beatriz, como ocurre en E. Ese punto se conoce como Pareto eficiente, las pendientes de las curvas de indiferencia son iguales, y por lo tanto, sus relaciones marginales de sustitución de frutas por agua son iguales. 
Nótese que existen múltiples puntos Pareto-eficientes. El conjunto de todas estas asignaciones de recursos óptimas se conoce como conjunto de Pareto. Un subconjunto de este se llama curva de contrato, que consiste en aquellos puntos Pareto-eficientes en los que ni Ana ni Beatriz empeoran su posición inicial en la distribución de recursos.

## Notación matemática
Sean dos individuos A y B en una economía de dos bienes 1 y 2. Sea {\displaystyle x_{J}^{i}} el consumo del bien I por parte del individuo J. Así, se pueden definir cestas de consumo para los dos individuos: la de A será {\displaystyle X_{A}^{1}=(x_{A}^{1},x_{A}^{2})} y la de B será {\displaystyle X_{B}^{1}=(x_{B}^{1},x_{B}^{2}}). Supongamos cada individuo tiene una dotación inicial o asignación de recursos inicial dada, para A es {\displaystyle (w_{A}^{1},w_{A}^{2})} y para B es {\displaystyle (w_{B}^{1},w_{B}^{2})}; también puede interpretarse como la cantidad de cada bien que los individuos llevan al mercado. La cantidad total utilizada de cada bien debe ser igual a la cantidad total disponible para que una asignación sea viable; esto es,
{\displaystyle x_{A}^{1}+x_{B}^{1}=w_{A}^{1}+w_{B}^{1}}
{\displaystyle x_{A}^{2}+x_{B}^{2}=w_{A}^{2}+w_{B}^{2}}

## Historia

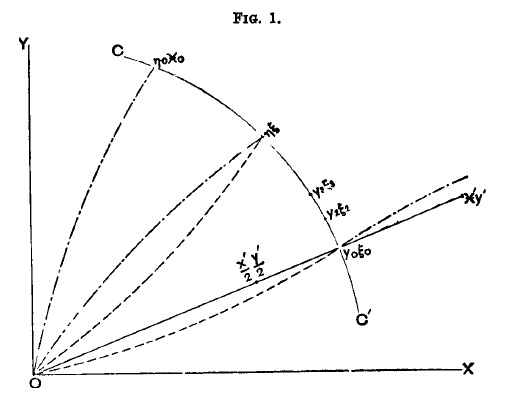
Diagrama original de Edgeworth (1881) mostrando la curva de contrato CC´

F. Y. Edgeworth representó gráficamente, en su Mathematical Psychics de 1881, una característica central de una economía de intercambio: la contratación. Basado en la ética utilitarista y los desarrollos matemáticos sobre la teoría de la utilidad (en particular de W. S. Jevons y Jules Dupuit), Edgeworth expone la idea de preferencia individual como una curva de indiferencia y la de curva de contrato. Su representación consta de dos ejes y viene acompañada de una discusión sobre la relación entre la teoría de la contratación con el núcleo de una economía de intercambio. Aunque no tenga la forma de caja, su diagrama incluye la misma información de la representación que se utiliza hoy.
Vilfredo Pareto, en su libro Manual of Political Economy de 1906, desarrolló el diagrama de Edgeworth en el diagrama de caja conocido hoy. También Arthur L. Bowley continuó el trabajo de Edgeworth, en su libro de 1924 The Mathematical Groundwork of Economics, y popularizó las ideas de Edgeworth y el diagrama que ha sido titulado por algunos como diagrama de caja de Bowley.
Edgeworth buscaba mostrar que en condiciones perfectamente competitivas, donde todo individuo está en libertad de celebrar contratos con cualquier otro, donde el número de personas es grande, y esto ocurre independiente de la intervención de terceras partes, entonces dos individuos cualesquiera con una dotación inicial de recursos dada, pueden alcanzar mayores niveles de satisfacción voluntariamente. Este concepto de intercambio sería llevado por Pareto al contexto de equilibrio general. Edgeworth reconocía que la contratación no llevaba necesariamente a un único equilibrio competitivo sino que las diferencias en la dotación inicial de recursos y de restricciones llevarían a soluciones distintas. La introducción de restricciones a este análisis incluye información imperfecta entre los negociadores, presencia de terceras partes, teoría de juegos, teoría de conjuntos, teoría de la medida, entre otras. William Vickrey introdujo una reformulación del análisis de Edgeworth más riguroso, introdujo el concepto de contrato social. Similarmente, otros economistas han hecho contribuciones de importancia relacionadas con el tema (como Arrow y Debreu).